# Halfway (Maryland)
Halfway es un lugar designado por el censo ubicado en el condado de Washington en el estado estadounidense de Maryland. En el Censo de 2010 tenía una población de 10.701 habitantes y una densidad poblacional de 887,01 personas por km².

## Geografía
Halfway se encuentra ubicado en las coordenadas 39°36′59″N 77°46′12″O / 39.61639, -77.77000. Según la Oficina del Censo de los Estados Unidos, Halfway tiene una superficie total de 12.06 km², de la cual 12.06 km² corresponden a tierra firme y (0%) 0 km² es agua.

## Demografía
Según el censo de 2010, había 10.701 personas residiendo en Halfway. La densidad de población era de 887,01 hab./km². De los 10.701 habitantes, Halfway estaba compuesto por el 90.72% blancos, el 3.72% eran afroamericanos, el 0.21% eran amerindios, el 1.78% eran asiáticos, el 0.01% eran isleños del Pacífico, el 1.28% eran de otras razas y el 2.29% pertenecían a dos o más razas. Del total de la población el 3.26% eran hispanos o latinos de cualquier raza.